# آنجلا تانگ
آنجلا تانگ (انگلیسی: Angela Tong؛ زادهٔ ۳۰ ژوئن ۱۹۷۵) بازیگر اهل کانادا است. همچنین برندهٔ جوایزی همچون جایزه سالیانه تی‌وی‌بی شده است.